# MTV München 1879
Az MTV München 1879 (teljes nevén: Männer-Turn-Verein München von 1879 e.V.) egy 1879-ben alapított müncheni sportegyesület, mely rendelkezik torna, kézilabda, ökölvívó, judo, jégkorong, tenisz, asztalitenisz, tollaslabda, súlyemelő, karate, tánc és röplabda osztállyal.

## Történelem
1879. június 27-én négy tornász, Franz-Paul Lang, Ferdinand Dix, Josef Hailer és Max Meisinger megalapította a sportegyesületet.
Az évek során tornász osztály mellett további osztályok alakultak meg: 1880-ban vívás; 1898-ban labdarúgás; 1900-ban birkózás és jégkorong; 1910-ben atlétika. 1900. február 27-én a labdarúgók kiváltak és megalapították az FC Bayern Münchent.
1920-ban megalakul a kézilabda, 1926-ban az ökölvívó és judo, 1928-ban a jégkorong, 1937-ben a tenisz és asztalitenisz, 1956-ban a tollaslabda, 1966-ban a súlyemelő, 1967-ben a karate, 2000-ben a tánc, 2004-ben a röplabda osztály.

## Tagok
| Év   | Tagok    |
| ---- | -------- |
| 1881 | 460      |
| 1889 | 1.000    |
| 1908 | 3.400    |
| 1911 | 3.756    |
| 1980 | kb 4.600 |
| 2003 | kb 5.000 |
| 2012 | 8.500    |